# نشانگان تنفسی خاورمیانه
نشانگان تنفسی خاورمیانه یا مرس (به انگلیسی: MERS) یک بیماری ویروسی است که نخستین‌بار در سال ۲۰۱۲ در عربستان سعودی گزارش شد. این بیماری در اثر ویروسی از خانواده کروناویروس به اسم MERS-CoV ایجاد می‌شود. حدود یک سوم از مبتلایان به MERS جان می‌بازند.
اغلب افرادی که با این ویروس آلوده شده‌اند دچار یک بیماری شدید حاد تنفسی می‌شوند. علائم آن عبارت است از: تب، سرفه و تنگی نفس.

## پیدایش و همه‌گیری
به دلیل تغییراتی ژنتیکی که با گذشت زمان در کروناویروس اتفاق افتاد، در سال ۲۰۰۳ (۱۳۸۱) این ویروس باعث ایجاد بیماری سارس (سندرم شدید حاد تنفسی) در چین شد. بعد از گذشت نزدیک به یک دهه در سال ۲۰۱۲ (۱۳۹۱) ویروس کورونا باعث بروز یک بیماری شبیه سارس در عربستان شد که برخلاف سارس نه تنها دستگاه تنفس بلکه ارگان‌های حیاتی دیگر بدن مثل کلیه و کبد را نیز درگیر می‌کرد به همین دلیل مرگ و میر آن بیشتر و حدود ۳۶ درصد بوده و‌لذا نام بیماری را مرس (سندرم تنفسی کشنده خاورمیانه) گذاشتند. بیماری مرس نیز از طریق توریست زیارتی در بیشتر نقاط جهان پخش گردید و در ۲۷ کشور، از جمله ۶ کشور درون یا نزدیک عربستان سعودی گزارش شده‌است. این ویروس از طریق تماس نزدیک از افراد آلوده به دیگران منتقل شده‌است. این ۶ کشور عبارتند از: عربستان سعودی، امارات متحده عربی، قطر، عمان، یمن و کویت. تا کنون مواردی نیز در ۷ کشور دیگر به دلیل سفر به کشورهای بالا گزارش شده‌اند که عبارتند از: انگلیس، فرانسه، تونس، ایتالیا، مالزی، آمریکا و کره جنوبی.
تاکنون دو مورد ابتلا به این بیماری در آمریکا مشاهده شده‌است. اولین مورد ابتلا به مرس در ۲ می ۲۰۱۴ گزارش شد که مربوط به مسافری بود که به تازگی از عربستان بازگشته بود. این شخص پس از قرنطینه و بهبود کامل اکنون از بیمارستان مرخص شده‌است. مورد دوم که او نیز مسافری از عربستان بود، در ۱۱ می گزارش شد که او نیز تحت درمان است.
در ایران نیز ۶ نفر به ویروس مرس طی سال‌های ۹۲ و ۹۳ مبتلا شده‌اند که دو مورد از این افراد فوت شدند و ۴ نفر بهبود یافتند.

## منشأ
تصور می‌شود که این ویروس از شتر به انسان رسیده‌است.

## علایم ابتلا به مرس
از علایم ابتلا به مرس می‌توان به موارد زیر اشاره نمود:
- تب، سرفه های خشک و تنگی نفس
- علایم مربوط به دستگاه گوارش از قبیل اسهال
- نارسایی تنفسی
- نارسایی اعضای بدن به ویژه در کلیه‌ها
- شک عفونی

علایم این ویروس در افرادیکه سیستم ایمنی ضعیف تری دارند، مسن هستند یا افرادیکه دچار دیابت مزمن، سرطان و بیماری‌های مزمن ریوی هستند، با شدت بیشتری ظاهر می‌شوند.

## انتقال و جلوگیری ازآن
ویروس بیماری مرس چگونه منتقل می‌شود؟
انتقال ویروس مرس به افراد سالم از طریق ترشحات تنفسی افراد مبتلا به این بیماری است.
تمام موارد گزارش شده از بیماری MERS مرتبط با کشورهای عربی (جزیرة العرب) بوده و مسافرین به این کشورها در خطر بیشتری هستند.
توصیه می‌شود برای جلوگیری از انتقال بیماری، به این نکات توجه فرمایید:
- شستن دست‌ها
- استفاده از دستمال موقع عطسه یا سرفه
- اجتناب از دست زدن به صورت با دست نشسته
- ضد عفونی نمودن سطوح در معرض تماس با افراد آلوده
- دور بودن از افراد بیمارو کسانی که به تازگی از مسافرت به کشورهای یاد شده بازگشته‌اند.

توصیه می‌شود در صورت نداشتن ضرورت، تا برطرف نشدن خطر این ویروس از مسافرت به کشورهایی که این ویروس در آن یافت شده‌است پرهیز نمایید یا در صورت مسافرت، برای جلوگیری از ابتلا به بیماری، توصیه‌های فوق را رعایت نمایید.
CDC یا مرکز کنترل و پیشگیری از بیماری‌ها هیچ پیشنهادی برای تغییر برنامه سفر به دلیل مرس ندارد. اما بر طبق نظر CDC چنانچه قصد سفر به این مناطق دارید مواظب سلامت خود حین سفر و بعد از آن باشید. اگر تا ۱۴ روز بعد از سفر دچار تب و علائم عفونت تنفسی تحتانی مثل سرفه و تنگی نفس شدید حتماً به پزشک خود مراجعه نمایید.

## درمان
بیماری درمان قطعی ندارد اما کره جنوبی به صورت آزمایشی پلاسما درمانی را برای مداوای مبتلایان به این بیماری در دو بیمارستان آغاز نموده‌است.
درمان بدین گونه است که خون بیماران مبتلایانی که بهبود یافته‌اند گرفته می‌شود و سلول‌های آن جدا می‌شود تا پلاسما به دست آید؛ سپس این پلاسما به افراد بیمار تزریق می‌شود. بنیهٔ این شیوه این است که فرد بهبود یافته، در خون خود پادتن‌هایی (آنتی‌بادی) دارد که ویروس را مهار کرده‌اند بنابراین این پادتن‌ها می‌توانند به فرد بیمار هم در مبارزه با بیماری کمک کنند. با این حال کئون جون ووک، رئیس اداره بهداشت عمومی وزارت بهداشت کره جنوبی اظهار کرده که دربارهٔ نتیجه پلاسمادرمانی در کره جنوبی «زمینه بالینی کافی وجود ندارد».